# Ituberá (ort)
Ituberá är en ort i Brasilien.   Den ligger i kommunen Ituberá och delstaten Bahia, i den östra delen av landet, 1 000 km öster om huvudstaden Brasília. Ituberá ligger 48 meter över havet och antalet invånare är 19 887.
Terrängen runt Ituberá är platt österut, men västerut är den kuperad. Det finns inga andra samhällen i närheten.
Trakten runt Ituberá består huvudsakligen av våtmarker. Runt Ituberá är det ganska glesbefolkat, med 50 invånare per kvadratkilometer.